# Luyego
Luyego település Spanyolországban, León tartományban. Lakosainak száma 554 fő (2024).

## Földrajza
Luyego Santa Colomba de Somoza, Val de San Lorenzo, Castrillo de la Valduerna, Quintana y Congosto, Castrocontrigo, Truchas és Lucillo községekkel határos.

## Népesség
A település lakosságának változását az alábbi diagram mutatja:
| Lakosok száma | 979  | 887  | 810  | 789  | 747  | 740  | 678  | 628  | 562  | 554  |
|               | 2001 | 2004 | 2007 | 2009 | 2012 | 2014 | 2017 | 2019 | 2022 | 2024 |